# Lobelia macdonaldii
Lobelia macdonaldii är en klockväxtart som beskrevs av Billie Lee Turner. Lobelia macdonaldii ingår i släktet lobelior, och familjen klockväxter. Inga underarter finns listade i Catalogue of Life.